# Пушечное ядро
Пу́шечное ядро́ — старинный артиллерийский снаряд, в виде шарообразного литого (первоначально — обточенного каменного) тела.
Ядра являлись наиболее удобными снарядами для стрельбы из гладкоствольных пушек и использовались для поражения живой силы противника, разрушения полевых и городских (крепостных) сооружений (стен, ворот, фортов и так далее) и деревянных корпусов кораблей. Наряду с дробью и картечью, ядра были одними из первых снарядов, используемых в огнестрельном оружии. Сферический сплошной снаряд весом свыше 1 фунта (0,4095 кг) считался ядром, а менее 1 фунта — пулей.

## История

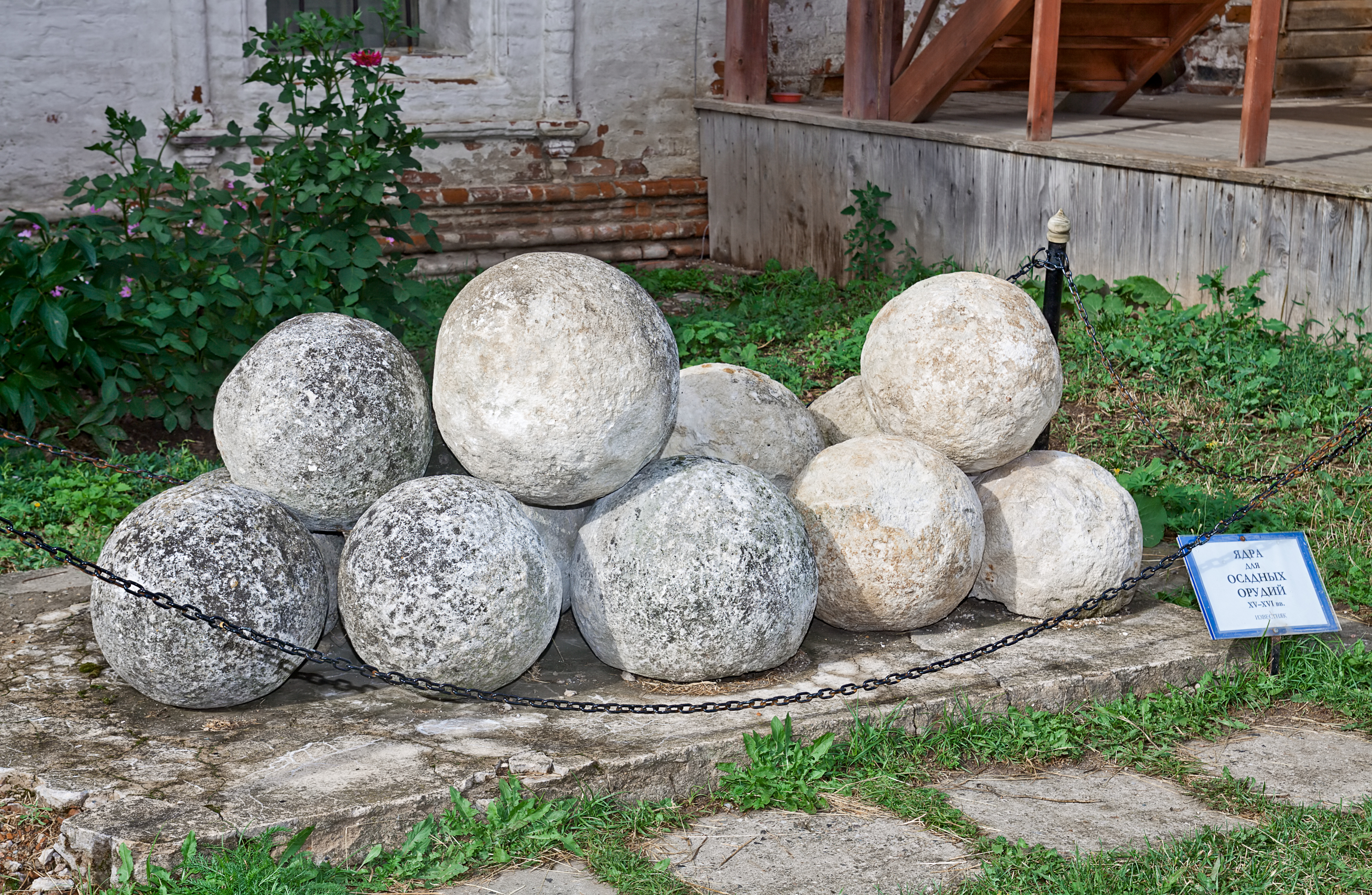
Московские каменные ядра (XV—XVI веков) на экспозиции в Переславском музее-заповеднике

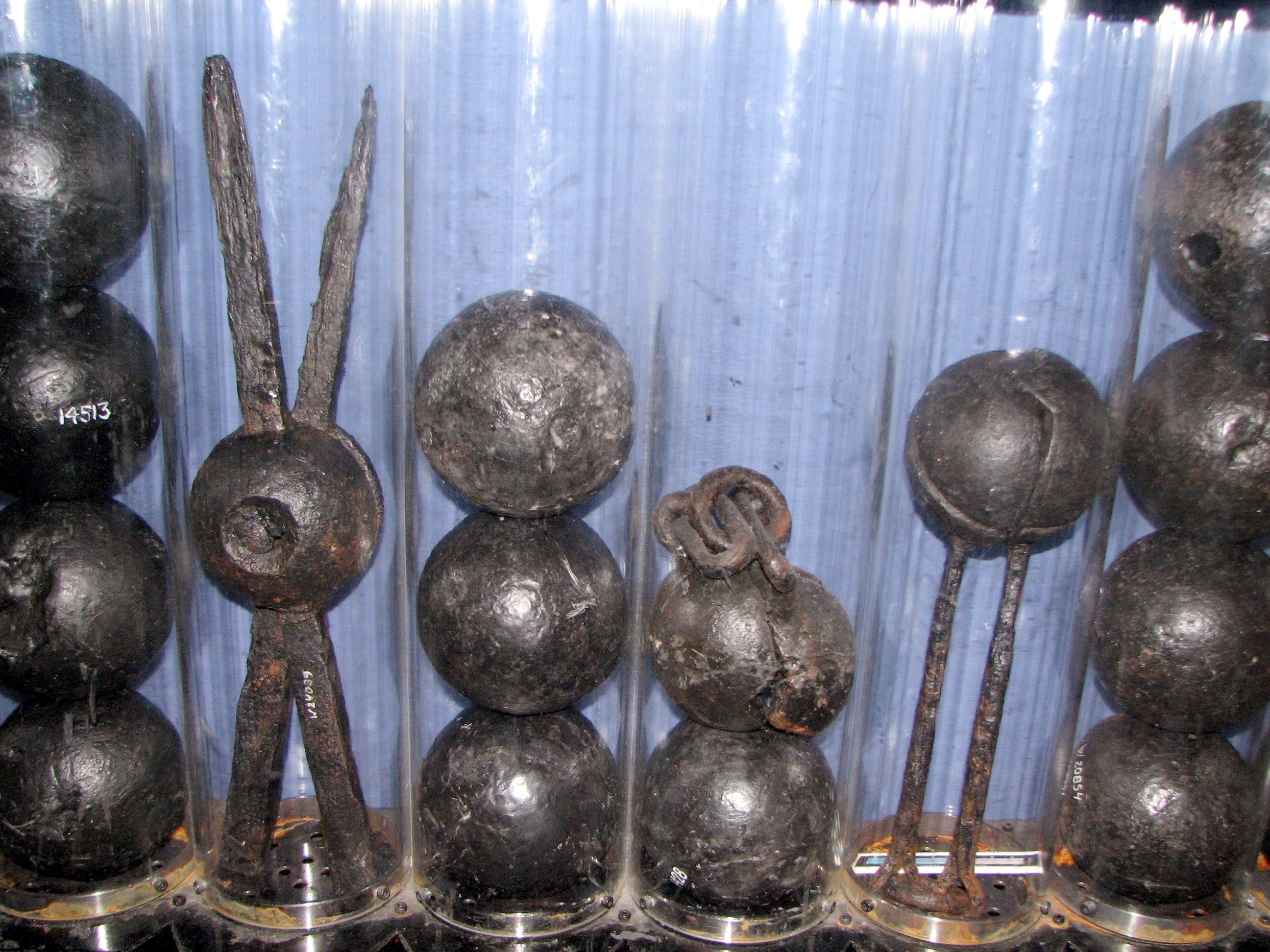
Различные типы пушечных ядер, обнаруженных на утонувшем в 1628 году шведском корабле «Ваза».

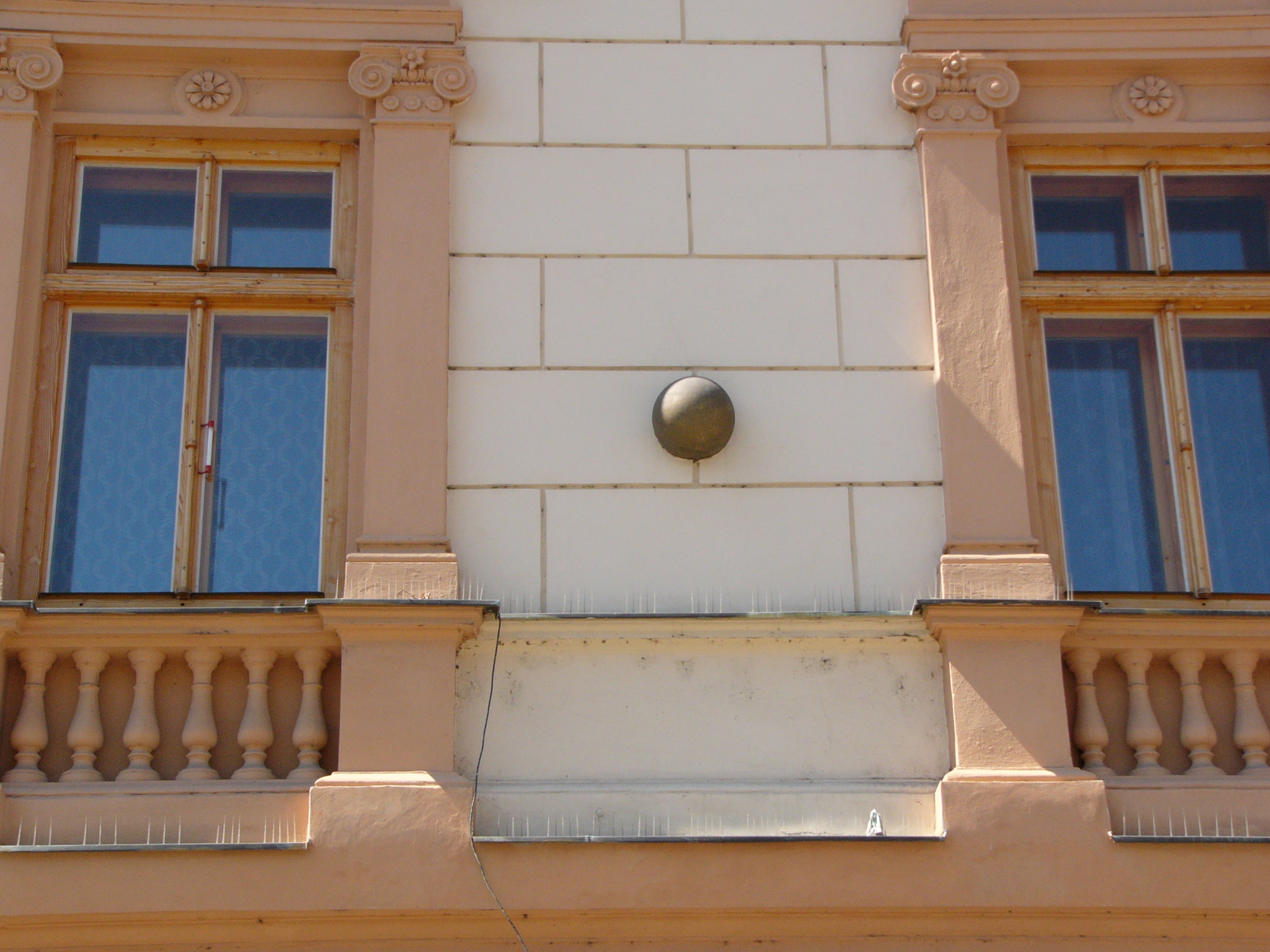
Пушечное ядро времен Семилетней войны (1758 г.), застрявшее в стене дома в Оломоуце, Чехия

Применение каменных ядер для механической артиллерии (в машинах типа онагра и баллисты) известно с античности. Первые пушечные ядра не отличались от ядер для камнеметных машин. Их делали из обработанного камня, причём круглую форму камням придавали не обтёсыванием, а путём обматывания их верёвками. Наряду с каменными, стали использовать также свинцовые ядра. 
С 1493 года ядра стали делать из чугуна, что позволило увеличить длину ствола пушки до 20 калибров.
Первоначально о калибре ядер не заботились, в дело шло любое ядро, которое по размеру меньше канала ствола данной пушки. В XV в. предпринимаются первые попытки унифицировать калибр, в 1546 г. Гартманом была изобретена калибровочная шкала. Благодаря ей появилась возможность подбирать ядра лишь немногим меньше размера ствола орудия, для получения ядром максимального импульса при взрыве заряда (по нормам Петра I, зазор между ядром и стволом для полевой артиллерии должен составлять 1/29 диаметра ствола; по французской системе Вальера — 1-2 линии, т.е. 2,5-5 мм.). При ведении огня с возвышенностей канонирам следовало внимательно следить за тем, чтобы ствол не опускался ниже горизонтального уровня, иначе круглое ядро выкатывалось из пушки под действием силы тяжести. Проблема решалась установкой добавочных пыжей.

### Появление разрывных снарядов
С XVII века стали также использоваться зажигательные и разрывные чугунные ядра, имевшие деревянную дистанционную трубку. Трубка вставлялась в отверстие, в России называвшееся очко. Первоначально разрывные ядра поджигали перед выстрелом. Затем их начали заряжать в канал ствола трубками наружу, прикрепляя к ним деревянные поддоны-шпигли или верёвочные венки; в результате трубки воспламенялись от спутного потока пороховых газов при производстве выстрела (за счёт способности пороховых газов обгонять ядро у дульного среза в момент выхода боеприпаса из ствола орудия). Вес разрывных ядер составлял 2/3 от веса сплошных ядер соответствующего калибра; толщина стенок составляла 1/3 калибра.
Разрывные ядра (бомбы) были изобретены французом Бернаром Рено д’Элиснгаре, по прозвищу «Маленький Рено», и впервые применены в войне Франции с алжирскими пиратами для бомбардировки города Алжир (28 октября 1681 г.). В России они были впервые использованы в 1696 году при взятии турецкой крепости Азов. Эффективность новых боеприпасов оказалась настолько высокой, что возникли даже требования запретить «негуманное» оружие.

### Бомбы и гранаты

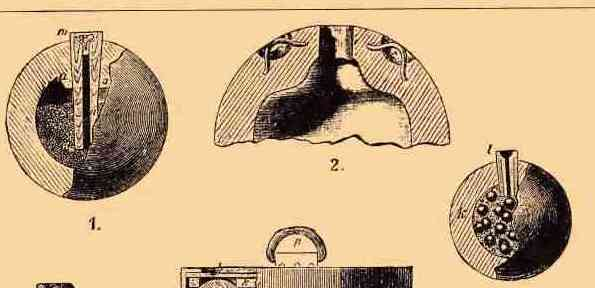
Граната, бомба и картечная граната XVII—XIX вв. в разрезе

Разрывные снаряды назывались бомбами или гранатами в зависимости от калибра, измерявшегося тогда в весовых единицах. В России со времен Петра I, бомбой считался снаряд калибром более 1 пуда, то есть 196 мм (пуд соответствовало немецкому «картауну» (cartauen) и французскому «курто» (courtaud) — первоначально название 40-48 фунтовой пушки).Единственным (кроме размера) внешним отличием бомбы от гранаты были расположенные около очка ушки (скобы) для удобства заряжения, причём поднимали их за эти ушки специальным крючками. Различие между гранатами и бомбами было во многом функциональным: гранаты использовались преимущественно полевой артиллерией для поражения живой силы противника и разрушения полевых укреплений, бомбы — крупнокалиберной артиллерией (осадной, крепостной, корабельной, прежде всего мортирами и гаубицами) для бомбардирования, причём стреляли ими под навесным углом (по Далю, бомбардировать — «стрелять навесно бомбами и другими снарядами»). 

### Картечные гранаты
В 1800 году шведский оружейник Нейман изобрел так называемую картечную гранату (начинённую картечью), в 1803 году англичанин Генри Шрапнель изобрел тип картечной гранаты, вошедший во всеобщее употребление и названный по его имени; впрочем, упоминания о гранатах, начинённых пулями, известны уже в XVII веке.

### Зажигательные снаряды
Одновременно с разрывными вошли в употребление и зажигательные снаряды, вытеснившие прежние раскалённые ядра. Брандскугели представляли собой зажигательные бомбы, составлявшиеся из двух стянутых болтами полусфер и наполнялись горючим веществом (мякоть, селитра, сера, сало, воск, антимоний, терпентин и шерсть), которое производило много огня и дыма при разрыве. Зажигательные гранаты представляли собой обычные гранаты, наполненные порохом и зажигательными кусками в виде цилиндриков из брандскугельного состава (горел даже в воде).

### Смена ядер коническими снарядами
С внедрением в производство нарезных орудий ядра были вытеснены коническими снарядами, впервые предложенными итальянским артиллеристом Кавалли в 1845 г. В 1870-х гг. в русской артиллерии состоял на вооружении некий «гибрид» ядра и конического снаряда, под названием «шароха»: чугунная граната 4 или 9 фунтового калибра, цилиндрической формы, но с головной частью в форме шара.
Одним из последних крупных конфликтов, где массово применялись ядра и артиллерийские орудия с гладким стволом была Гражданская война в США в 1861—1865 годах. В дальнейшем, практически все крупнейшие державы, окончательно перешли на артиллерию с нарезными стволами и коническими снарядами.

## Калибры ядер

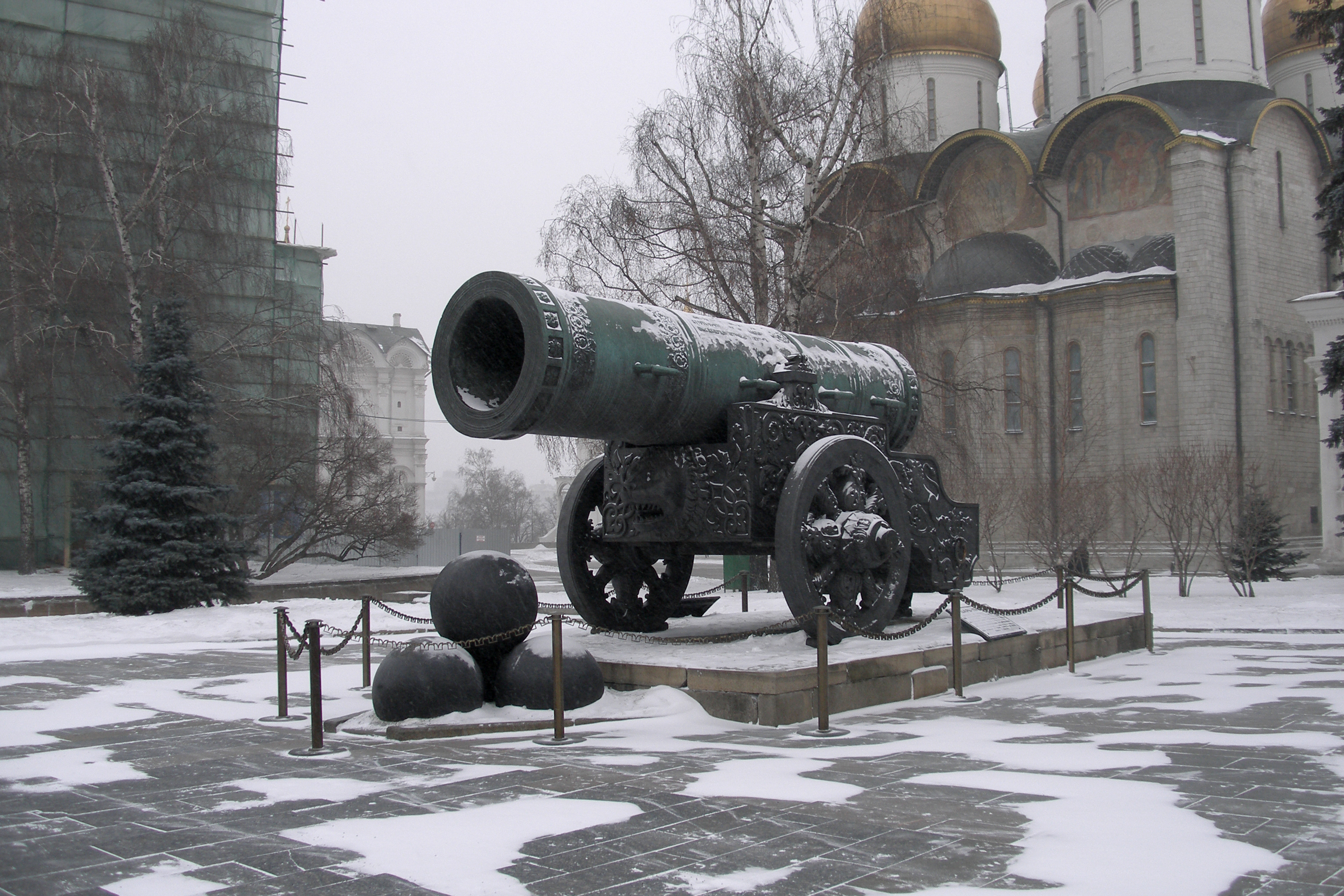
Декоративные чугунные ядра, лежащие рядом с московской Царь-пушкой, весят 1,97 т каждое, при этом полые изнутри. Стрелять такими ядрами орудие не может.

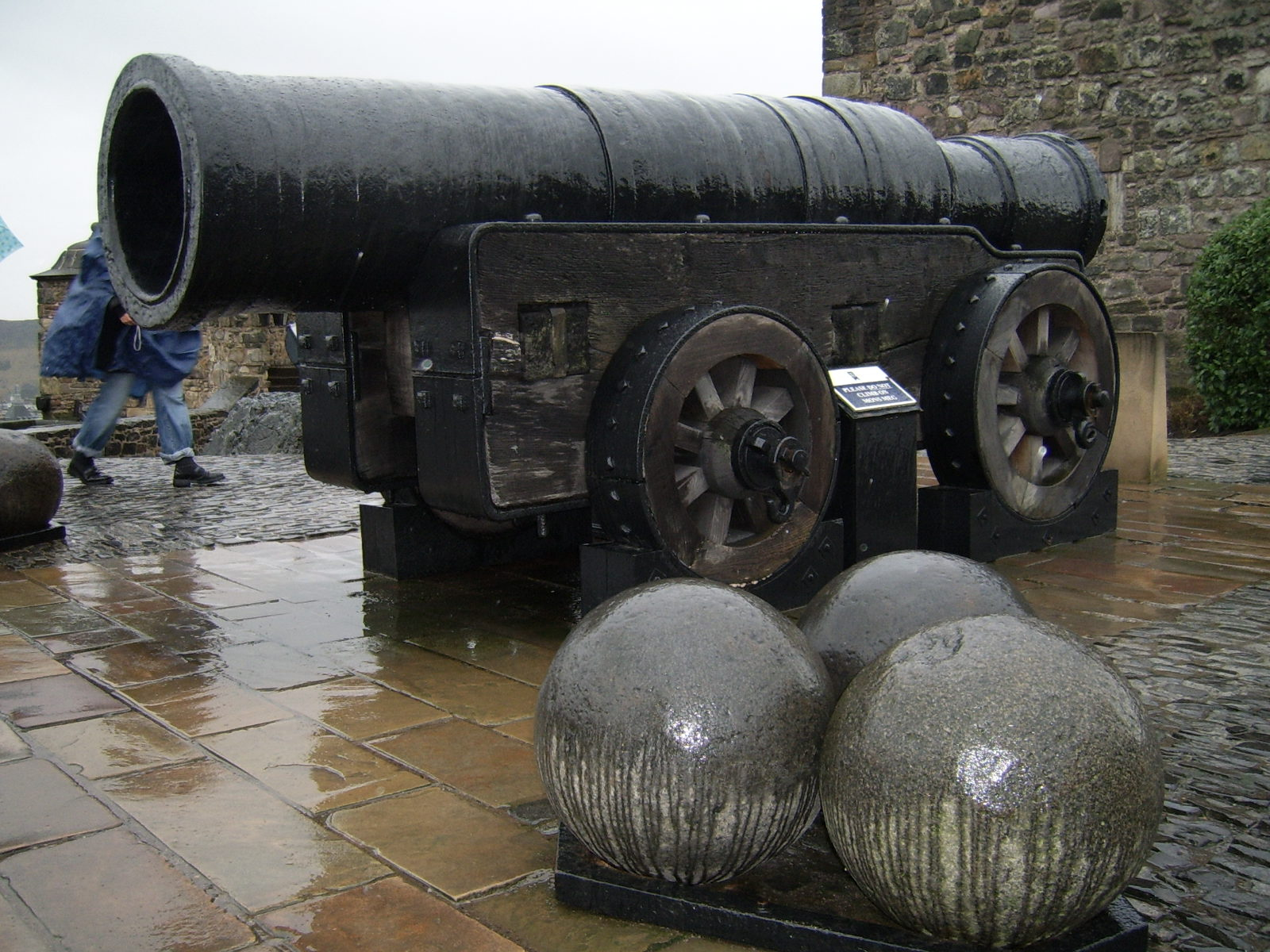
Бомбарда Монс Мег с ядрами калибра 22 дюйма (560 мм)

В 1540-х годах в Европе вводят нюрнбергский фунт, появляется артиллерийская таблица соответствия весу свинцовых, железных и каменных ядер. В описях все артиллерийские орудия получают специальное обозначение, соответствующую весу их ядер. В России использовались аналогичная маркировка в весовых мерах — пудах, гривенках или фунтах (1 фунт = 1 гривенку, 1 пуд = 40 гривенкам). 
Стандартный артиллерийский вес ввёл генерал-фельдцейхмейстер граф Брюс, когда за артиллерийский фунт был принят вес чугунного ядра диаметром 2 дюйма или 51 мм — 409,5 грамм.
Калибр сплошных ядер измерялся в артиллерийских фунтах, равных примерно 409 граммам, а вес разрывных бомб и гранат измерялся в «торговых» фунтах (артиллерийский фунт равен 1,2 торгового фунта) по весу снаряда и, чтобы не путать с артиллерийским весом — в пудах, причём 1 пуд равнялся 40 «торговым» (по весу) и 48 артиллерийским фунтам (по калибру) . 
Для определения калибра гранат и бомб был взят диаметр 10-фунтового ядра — 109 мм (4,3 дюйма) по артиллерийскому весу, граната такого диаметра была названа 8-фунтовой и равнялась 8 торговым фунтам. Для разрывных снарядов существовало пропорциональное соотношение — диаметр 10-фн. ядра, равный 4,3 дм., равен диаметру 8-фн. гранаты, половина его, 54,6 мм (2,15 дюйма), равна диаметру 1-фн. гранаты.
Так, например, были полупудовые и четвертьпудовые гранаты, соответствовавшие 24-фунтовым и 12-фунтовым ядрам (соответственно 152 и 120 мм).

Обозначение калибра артиллерийских пушек по весу их ядер не изменилось с появлением новых, более тяжёлых металлов — чугуна и стали. Со второй половины XIX века начался переход на линейные меры метрической системы (в дюймах и миллиметрах) определения калибра пушек по внутреннему диаметру ствола. Одной из последних разработок дальнобойных береговых пушек до появления броненосных кораблей стала 60-фунтовая гладкоствольная дульнозарядная пушка Н. В. Маиевского, образца 1857 года, которая являлась самой мощной отечественной артиллерийской системой на тот момент времени. Её стальное ядро имело бронепробиваемость на дистанции 213 метров в 60 мм, а на дистанции в 640 метров – 37 мм.  В 1864 году начался выпуск корабельных 15-дюймовых (381-мм) чугунных гладкоствольных пушек, при стрельбе стальными ядрами по броневым плитам с дистанции 1800 метров 114-мм плита пробивалась насквозь, а в 152-мм плитах делалась выбоина глубиной 127 мм. В 1866 — 1873 годах двадцатью 15-дюймовыми пушками были вооружены 10 мониторов (по две на каждом) императорского флота. Апогеем развития береговой артиллерии стала опытная 20-дюймовая (508-мм) пушка весом 45 тонн. На испытаниях в 1868 году пушка произвела стрельбу чугунными полыми бомбами весом 459 кг (вес заряда 53,2 кг, начальная скорость 345 м/с). Проект был закрыт в связи с принятием на вооружение системы нарезных орудий образца 1867 года, использующих орудийные снаряды конической формы и превосходившие гладкоствольные пушки в дальнобойности, и точности стрельбы.

В русской артиллерии использовались ядра, гранаты и бомбы следующих калибров, и соответствующего им веса (цифры соответствия современным калибрам в некоторых источниках расходятся, кроме того, калибр в мм. означает диаметр ствола пушки — размер снаряда на несколько мм. меньше): 
| Вес ядра в пудах   | Вес ядра в гривенках или фунтах | Диаметр ствола в миллиметрах | Масса ядра в килограммах | Тип используемого снаряда | Масса разрывного снаряда, кг |
| ------------------ | ------------------------------- | ---------------------------- | ------------------------ | ------------------------- | ---------------------------- |
|                    | ½                               | 27                           | 0,2                      | шаровая пуля              |                              |
|                    | ¾                               | 34 — 45                      | 0,3                      | шаровая пуля              |                              |
|                    | 1                               | 46 — 55                      | 0,4                      | ядро / граната            |                              |
|                    | 2                               | 65 — 67                      | 0,8                      | ядро / граната            |                              |
|                    | 3                               | 76 — 80                      | 1,2 — 1,4                | ядро / граната            |                              |
|                    | 4                               | 80 — 88                      | 1,6                      | ядро                      |                              |
|                    | 5                               | 91                           | 2                        | ядро                      |                              |
|                    | 6                               | 95                           | 2,4 — 2,9                | ядро / граната            |                              |
|                    | 8 — 9                           | 102 — 106                    | 3,2 — 4                  | ядро / граната            | 3                            |
| ¼ пуда             | 10 — 12                         | 109 — 122                    | 4,9 — 5,9                | ядро / граната            | 4,1                          |
|                    | 16                              | 125 — 133                    | 6,5                      | ядро                      |                              |
|                    | 18                              | 132 — 140                    | 7,3 — 8,8                | ядро / граната            |                              |
| ½ в торг. фунтах   | 20                              | 138                          | 8,2                      | ядро                      |                              |
| ½ пуда             | 24                              | 147 — 152                    | 9,8 — 11,9               | ядро / граната            | 8,2                          |
|                    | 30                              | 157 — 164                    | 12,2 — 15,4              | ядро / граната            | 11,5                         |
|                    | 36                              | 168 — 174                    | 14,7 — 18,5              | ядро / граната            | 16,7                         |
| пуд в торг. фунтах | 40                              | 180 — 183                    | 16,4                     | ядро                      |                              |
| 1 пуд              | 48                              | 192 — 195                    | 18,4                     | ядро                      |                              |
| 1 пуд              | 60                              | 196 — 210                    | 24,5 — 30,3              | ядро / бомба              | 18,7                         |
|                    | 68                              | 216 — 225                    | 27,8                     | ядро / бомба              |                              |
| 2 пуда             |                                 | 240 — 248                    |                          | бомба                     | 32,7                         |
| 3 пуда             |                                 | 273 — 310                    | 75,4                     | ядро / бомба              | 47,9 — 49,1                  |
| 4 пуда             |                                 | 320                          |                          | бомба                     |                              |
| 5 пудов            |                                 | 333 — 349                    |                          | бомба                     | 81,9                         |
| 8 пудов            |                                 | 375                          |                          | бомба                     |                              |
| 9 пудов            |                                 | 381 — 386                    | 199,8 — 217              | ядро / бомба              | 164,6                        |

Во Франции по системе Вальера использовались 4, 8, 12, 16 и 24-фунтовые ядра и гранаты и 8 и 12-дюймовые (216 и 324 мм.) бомбы.

## Типы ядер

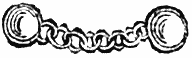
Книппель с цепью

- Сплошные каменные, железные, свинцовые, чугунные и стальные
- Разрывные ядра — бомбы и гранаты
- Ядра с картечным зарядом (картечные гранаты)
- Книппели и цепные ядра
- «Ножницы»
- Калёные ядра
- Брандскугели
- Зажигательные гранаты
- Светящиеся ядра, снаряженные порошком белого бенгальского огня (селитра, сера, антимоний). Использовались в XIX веке. Были разнообразные конструкции: саксонские ядра, шаровые светящие ядра, ядра генерала Рейнталя.

## Пушечные ядра в символике
Пушечные ядра являются элементом геральдической символики — на гербах они изображаются совместно с пушками или отдельно, ниже представлены некоторые изображения:

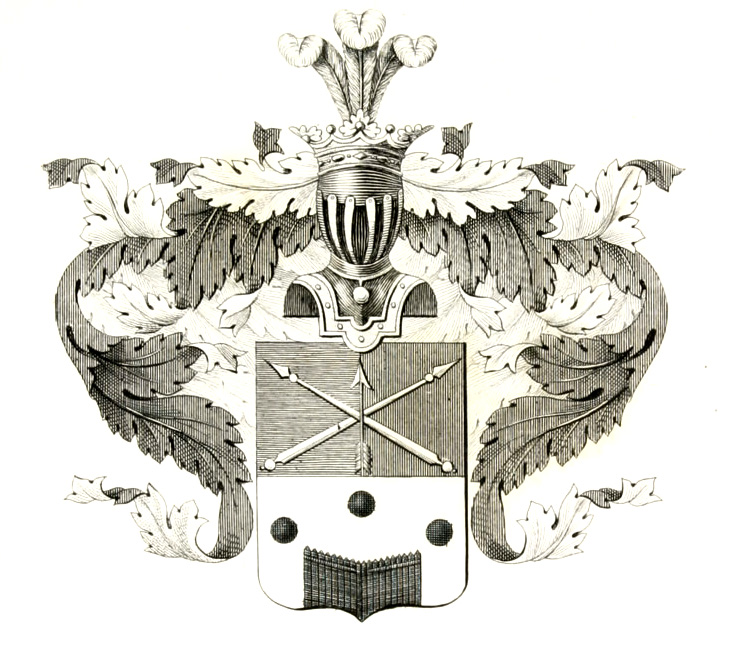
Герб рода дворян Бобоедовых.
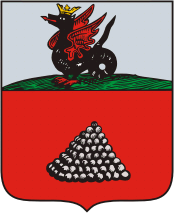
Старый герб города Ядрин.
Герб Гаити.
Символика департамента армии США.

## Интересные факты
- В 1792 году в Марселе погибло 38 человек из-за того, что для игры в петанк были использованы пушечные ядра[источник не указан 4483 дня].
- Скорость пушечного ядра составляет 300 м/с[19]